# Escudo de Ribera de Arriba

Escudo de Ribera de Arriba.

El Escudo de Ribera de Arriba fue adoptado el 22 de octubre de 1998 y aprobado por resolución de la Consejería de la Presidencia de Asturias el 5 de noviembre de 1999. Fue el primer escudo municipal asturiano aprobado por el Principado de Asturias desde que las competencias sobre materias de símbolos fueran transferidas al Principado.
Características técnicas del escudo heráldico de Ribera de Arriba (blasonado), según el anexo I de la resolución de 5 de noviembre de 1999:

En sinople (verde), la perla de azur (azul), perfilada de plata (blanco) y cargada en su centro de un salmón de plata. El escudo se timbra con la corona real española.